# Leichtathletik-Weltmeisterschaften 2001/10.000 m der Frauen

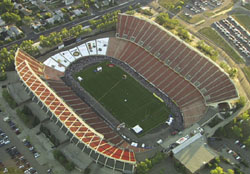
Das Commonwealth Stadium von Edmonton im Jahr 2005

Der 10.000-Meter-Lauf der Frauen bei den Leichtathletik-Weltmeisterschaften 2001 wurde am 7. August 2001 im Commonwealth Stadium der kanadischen Stadt Edmonton ausgetragen.
In diesem Wettbewerb erzielten die äthiopischen Langstreckenläuferinnen einen Dreifacherfolg. Es siegte die zweifache Olympiasiegerin (1992/2000) und Vizeweltmeisterin von 1999 Derartu Tulu. Den zweiten Rang belegte die zweifache Afrikameisterin (1993: 10.000 Meter / 1998: 5000 Meter) Berhane Adere. Bronze ging an die Titelverteidigerin, Olympiazweite von 2000 und Dritte der Afrikameisterschaften 1993 Gete Wami, die außerdem über 5000 Meter im Vorjahr Olympiadritte war.

## Bestehende Rekorde
| Weltrekord | 29:31,78 min | Wang Junxia | Peking, Volksrepublik China | 8. September 1993 |
| WM-Rekord  | 30:24,56 min | Gete Wami   | WM 1999 in Sevilla, Spanien | 26. August 1999   |

Der bestehende WM-Rekord wurde bei diesen Weltmeisterschaften nicht eingestellt und nicht verbessert.
Es gab einen neuen Landesrekord:
- 32:31,46 min – Hrisostomía Iakóvou Griechenland

## Durchführung
Wie schon bei den Weltmeisterschaften 1999 entschlossen sich die Organisatoren, auch in diesem Jahr auf Vorläufe zu verzichten, alle Läuferinnen traten gemeinsam zum Finalrennen an.

## Ergebnis

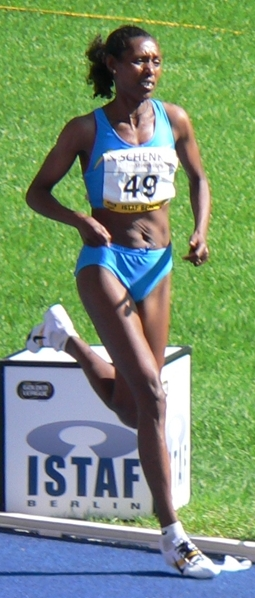
Vizeweltmeisterin Berhane Adere – sie war zweifache Afrikameisterin (1993: 10.000 Meter / 1998: 5000 Meter)

7. August 2001, 21:05 Uhr
| Platz | Athletin             | Land           | Zeit (min)  |
| ----- | -------------------- | -------------- | ----------- |
|       | Derartu Tulu         | Äthiopien      | 31:48,81    |
|       | Berhane Adere        | Äthiopien      | 31:48,85    |
|       | Gete Wami            | Äthiopien      | 31:49,98    |
| 04    | Paula Radcliffe      | Großbritannien | 31:50,06    |
| 05    | Mihaela Botezan      | Rumänien       | 32:03,46    |
| 06    | Ljudmila Petrowa     | Russland       | 32:04,94    |
| 07    | Asmae Leghzaoui      | Marokko        | 32:06,35    |
| 08    | Yamna Belkacem       | Frankreich     | 32:09,21    |
| 09    | Haruko Okamoto       | Japan          | 32:14,56    |
| 10    | Ljudmila Biktaschewa | Russland       | 32:18,64    |
| 11    | Deena Kastor         | USA            | 32:18,65    |
| 12    | Olivera Jevtić       | BR Jugoslawien | 32:19,44    |
| 13    | Mizuki Noguchi       | Japan          | 32:19,94    |
| 14    | Aster Demissie       | Äthiopien      | 32:25,81    |
| 15    | Teresa Recio         | Spanien        | 32:30,56    |
| 16    | Hrisostomía Iakóvou  | Griechenland   | 32:31,46 NR |
| 17    | Natalija Berkut      | Ukraine        | 32:32,68    |
| 18    | Gunhild Haugen       | Norwegen       | 32:33,72    |
| 19    | Mari Ozaki           | Japan          | 32:39,17    |
| 20    | Tina Connelly        | Kanada         | 33:00,37    |
| 21    | Ana Dias             | Portugal       | 33:03,78    |
| 22    | Jennifer Rhines      | USA            | 33:11,22    |
| 23    | Inga Juodeškiené     | Litauen        | 33:11,60    |
| 24    | María Paredes        | Ecuador        | 35:44,52    |

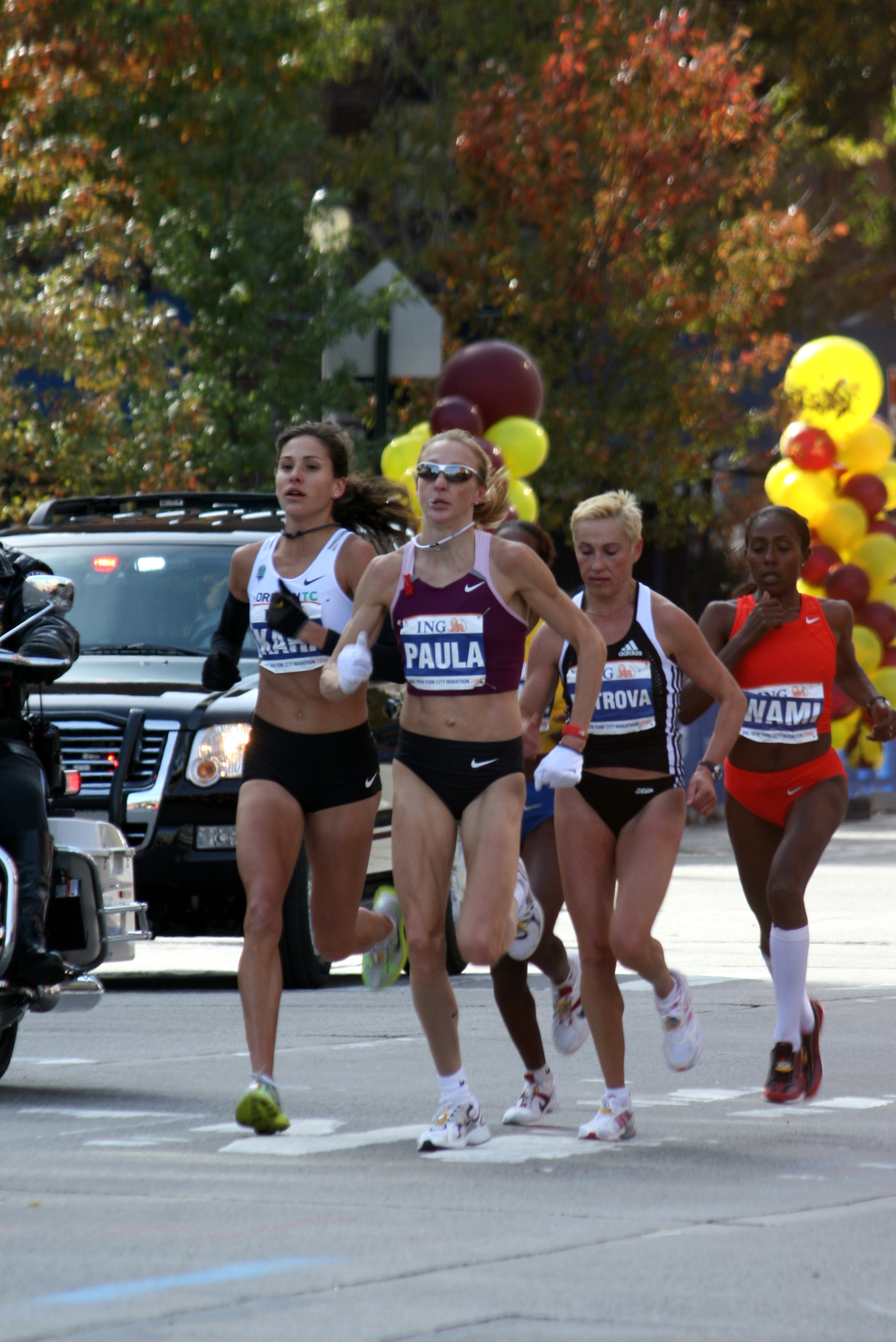
Die Titelverteidigerin, Olympiazweite von 2000, Dritte der Afrikameisterschaften 1993 und Olympiadritte von 2000 über 5000 Meter Gete Wami (ganz rechts) gewann Bronze
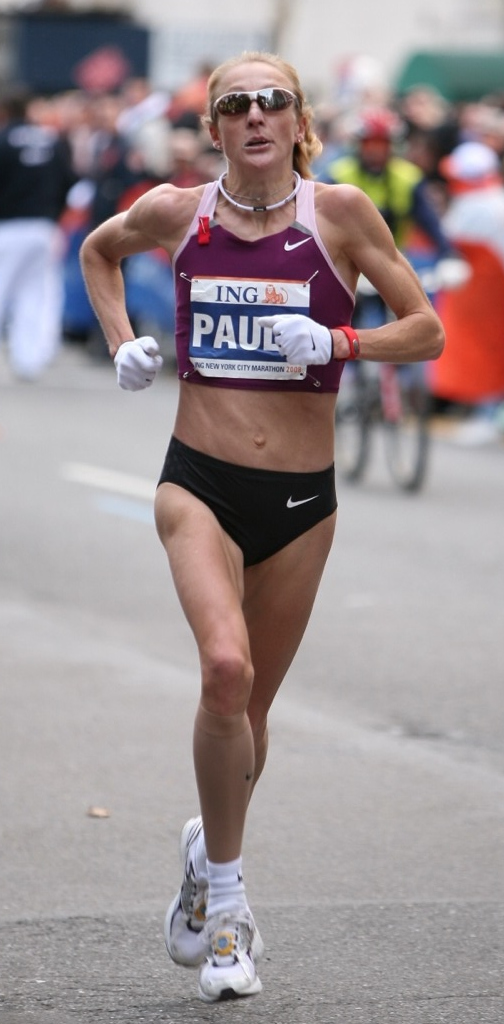
Paula Radcliffe – sie verpasste hier aufgrund ihrer Spurtschwäche erneut eine Medaille und wurde Vierte
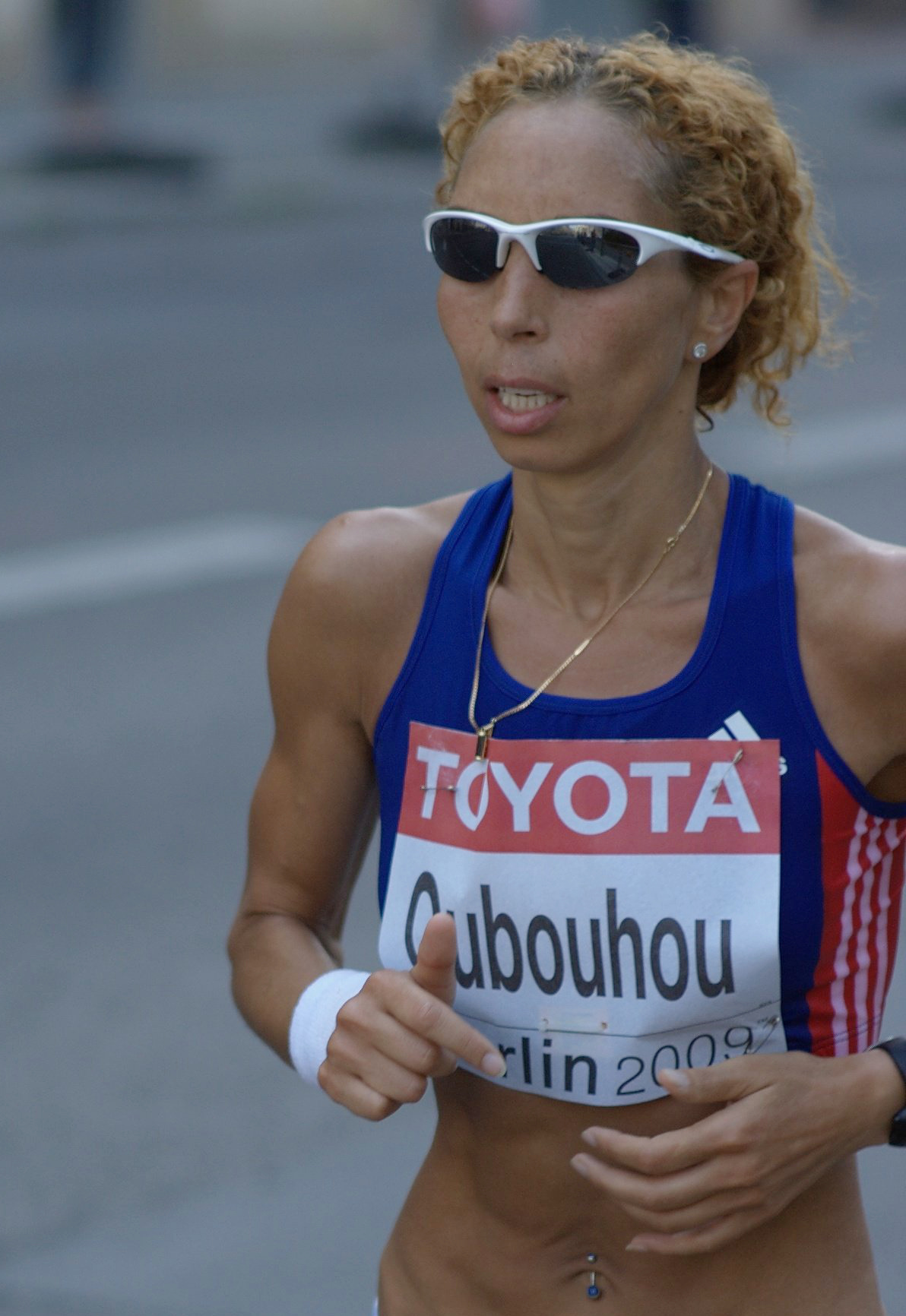
Yamna Belkacem, spätere Yamna Oubouhou, belegte Rang acht
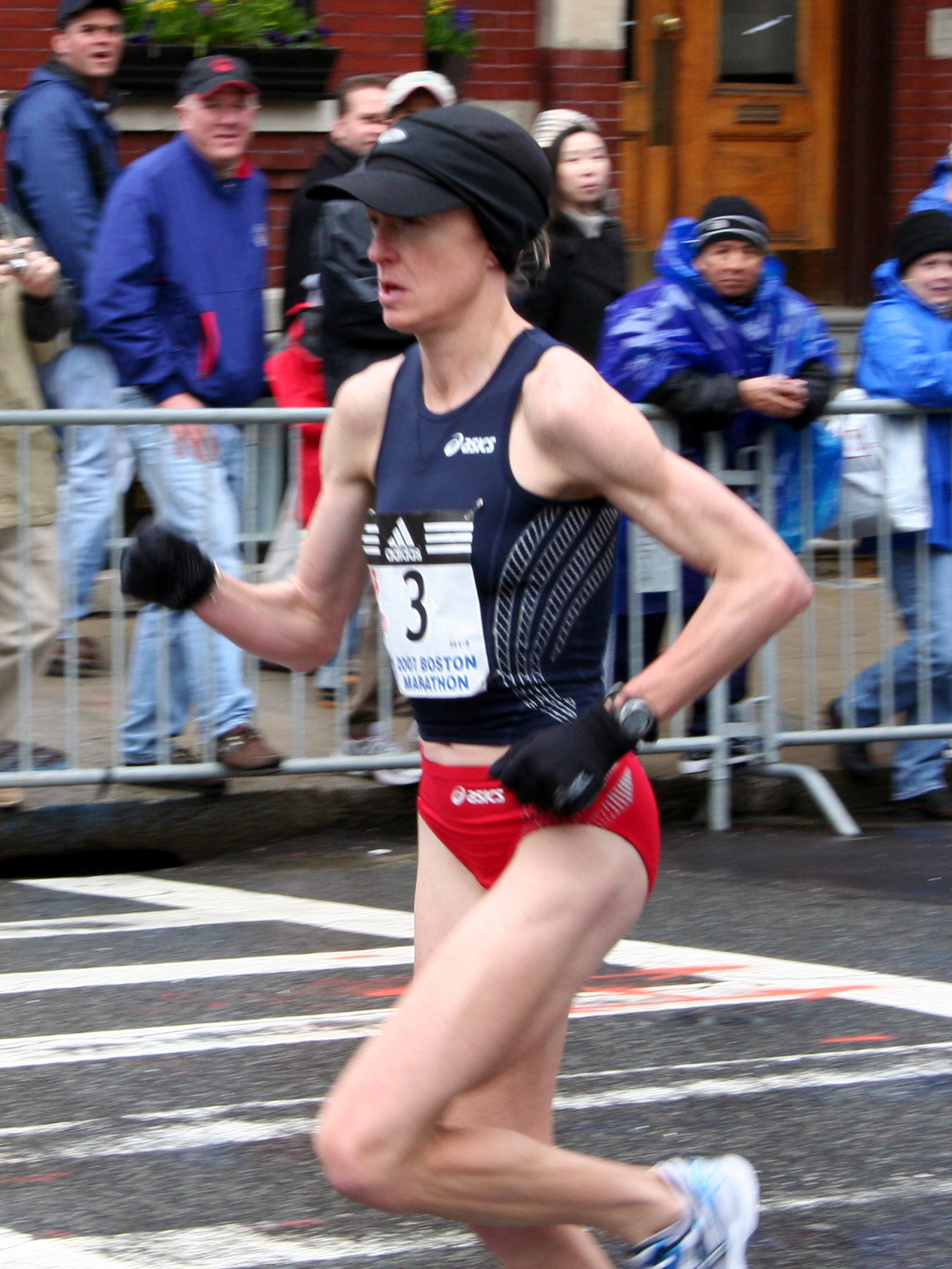
Deena Kastor erreichte Platz elf
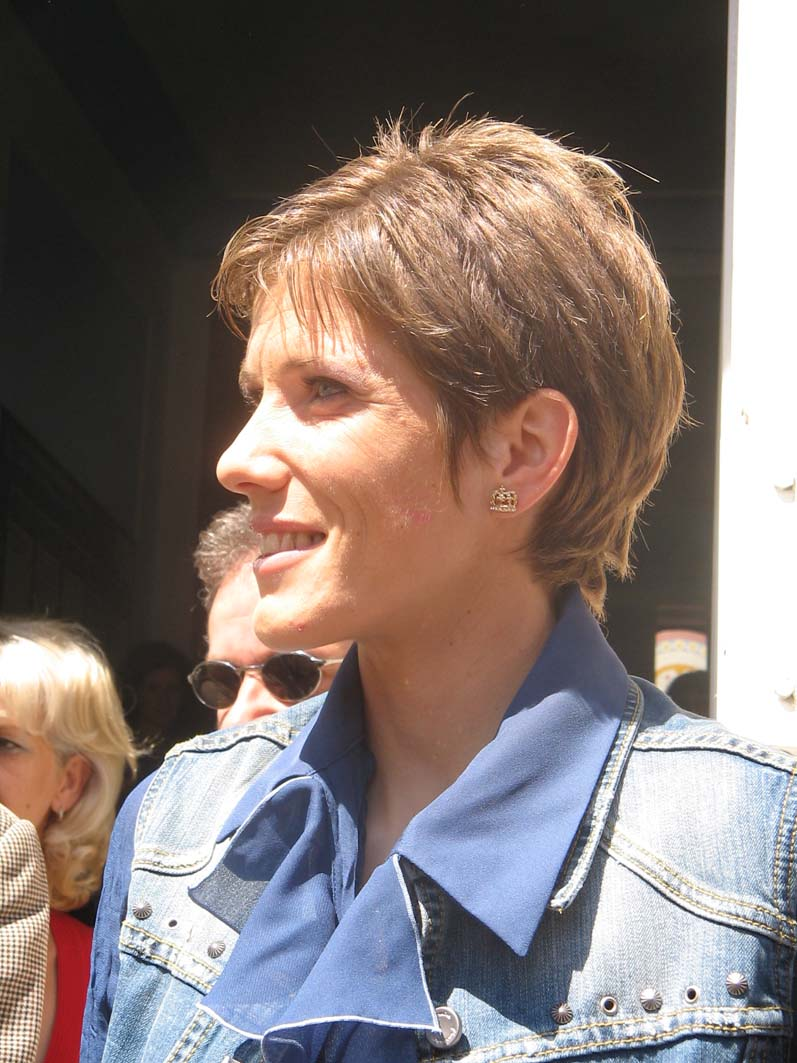
Olivera Jevtić kam auf den zwölften Platz
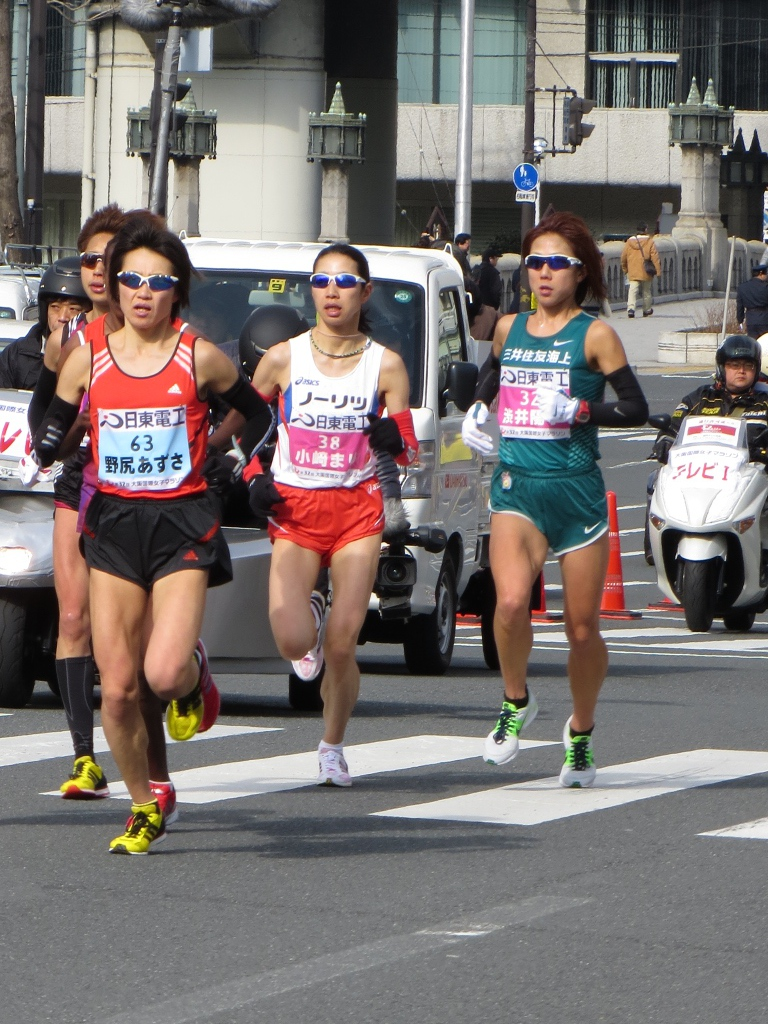
Mari Ozaki (auf dem Foto in führenden Position) wurde Neunzehnte
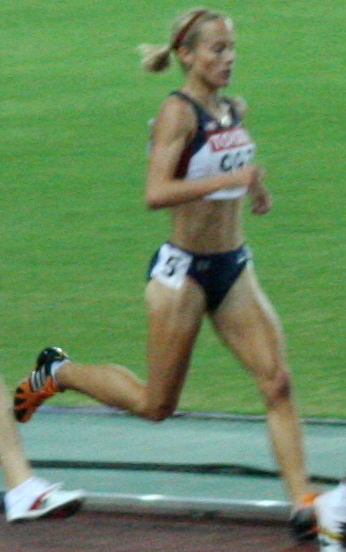
Rang 22 für Jennifer Rhines

## Video
- 2001 World Championships - Women’s 10,000m auf youtube.com, abgerufen am 19. August 2020